# Dragpa Gyeltshen (Sakyapa)
| Tibetische Bezeichnung                                  |
| ------------------------------------------------------- |
| Tibetische Schrift: གྲགས་པ་རྒྱལ་མཚན།                       |
| Wylie-Transliteration: grags pa rgyal mtshan            |
| Aussprache in IPA: [ʈʂakpa cɛntsʰɛ̃]                     |
| Offizielle Transkription der VRCh: Zhagba Gyaincain     |
| THDL-Transkription: Drakpa Gyeltsen                     |
| Andere Schreibweisen: Dragpa Gyaltsen, Dragpa Gyeltshen |
| Chinesische Bezeichnung                                 |
| Traditionell: 紮巴堅贊、劄巴嘉參、名稱幢                |
| Vereinfacht: 扎巴坚赞、札巴嘉参、名称幢                 |
| Pinyin:Zhābā Jiānzàn, Zhábā Jiācān, Míngchēngzhuàng     |

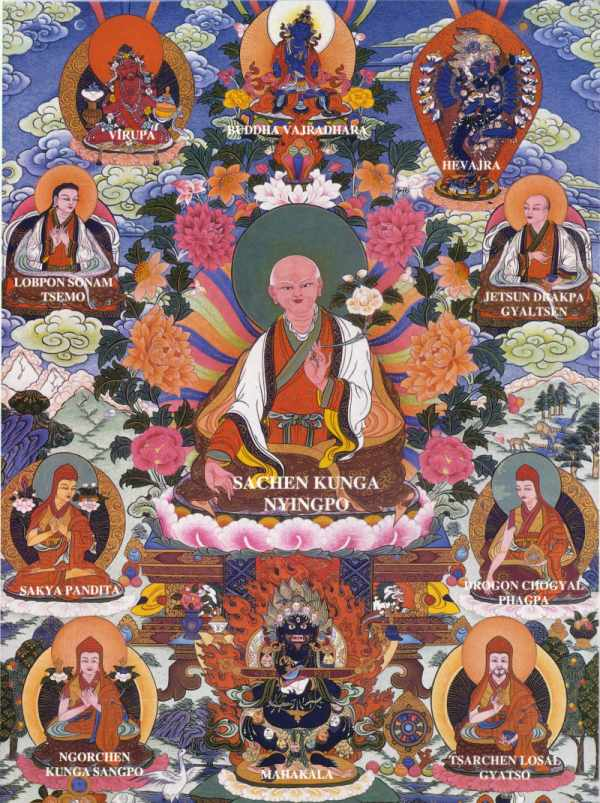
Sakya-Gründungsväter

Dragpa Gyeltshen (tib. grags pa rgyal mtshan; geb. 1147 in Sakya; gest. 1216) gehört zu den „Fünf Ehrwürdigen Meistern“, die die Sakya-Tradition des tibetischen Buddhismus zur vollen Blüte brachten. Zu diesen fünf Meistern zählen neben Dragpa Gyeltshen Sachen Künga Nyingpo, Sönam Tsemo, Sakya Pandita und Chögyel Phagpa. Dragpa Gyeltshen war Sohn des Sachen Künga Nyingpo und Schüler seines Vaters bis zu dessen Tod im Jahr 1158. 1172 wurde er 5. Sakya Thridzin.
Er war ein großer Meditationsmeister und trug aufgrund seiner Lehrfähigkeiten maßgeblich zur Verbreitung der Sakya-Tradition in Tibet bei. Dragpa Gyeltshen ist berühmt für die Lehren über die „Freiheit von den vier Anhaftungen“, die er gemäß der Überlieferung, von dem Bodhisattva Manjushri in einer Vision erhalten haben soll. Ebenfalls aufgrund einer Vision soll er prophezeit haben, dass sein Neffe Sakya Pandita einst in der Mongolei lehren werde.